# Les Cloches de Pâques
Pour plus de détails, voir Fiche technique et Distribution.
Les Cloches de Pâques est un film muet français réalisé par Louis Feuillade et sorti en 1912.

## Fiche technique
- Titre : Les Cloches de Pâques
- Réalisation : Louis Feuillade
- Scénario : Louis Feuillade
- Société de production : Société des Établissements L. Gaumont
- Pays de production :  France
- Langue : film muet avec les intertitres en français
- Format : Noir et blanc — 35 mm — 1,33:1 — Muet
- Métrage : 451 m
- Genre :
- Durée : 15 minutes
- Date de sortie : 
  - France : mars 1912

## Distribution
- Yvette Andréyor : Francesca Riccardi
- Renée Carl : Teresina Riccardi
- Paul Manson : Cosino Rosselli
- André Luguet : Sandrino Riccardi
- Marthe Vinot
- Mademoiselle Davrières